# Jalžabet
Jalžabet är en ort i Kroatien.   Den ligger i länet Varaždin, i den nordöstra delen av landet, 60 km nordost om huvudstaden Zagreb. Jalžabet ligger 170 meter över havet och antalet invånare är 1 070.
Terrängen runt Jalžabet är huvudsakligen platt, men söderut är den kuperad. Terrängen runt Jalžabet sluttar norrut. Runt Jalžabet är det ganska tätbefolkat, med 149 invånare per kvadratkilometer. Närmaste större samhälle är Varaždin, 11,6 km väster om Jalžabet. Trakten runt Jalžabet består till största delen av jordbruksmark.